# Иван Райков (революционер)
Иван Найденов Райков (Райнов) е български революционер, деец на Вътрешната македоно-одринска революционна организация.

## Биография
Иван Райков е роден в 1883 година в Копривщица. Взема участие в националноосвободителните борби на българите в Македония и влиза във ВМОРО. През юни 1907 година е в четата на Иван Наумов – Алябака. През 1908 година е заместник войвода в четата на Пано Арнаудов.
През Балканската война е доброволец в Македоно-одринското опълчение, в четата на Кочо Хаджиманов, награден е с орден „За храброст“, IV степен.